# Mirosław Wajs
Mirosław Wajs (mac. Мирослав Вајс; ur. 27 lipca 1979 w Skopju) – macedoński piłkarz grający na pozycji obrońcy. Obecnie jest zawodnikiem klubu Wardar Skopje.

## Kariera piłkarska
Wajs jest wychowankiem klubu Wardar Skopje. Już jako dziewiętnastolatek wyjechał do Chorwacji, by grać w Hajduku Split, a następnie HNK Rijeka. Po kilku latach spędzonych w tym kraju znalazł zatrudnienie w izraelskim Hapoel Beer Szewa, gdzie spędził sezon 2003–2004. Latem 2004 roku powrócił do Macedonii. Reprezentował barwy Rabotniczkiego Skopje, Wardaru Skopje, Metałurga Skopje, a od lata 2011 roku ponownie Wardaru.

## Kariera reprezentacyjna
Wajs w reprezentacji Macedonii zadebiutował 17 marca 2002 roku w towarzyskim meczu z Bośnią i Hercegowiną. Na boisku pojawił się w 90 minucie. Do tej pory rozegrał w niej dziewięć meczów (stan na 13 kwietnia 2013).
| Mecze i gole w reprezentacji | Mecze i gole w reprezentacji | Mecze i gole w reprezentacji   | Mecze i gole w reprezentacji | Mecze i gole w reprezentacji | Mecze i gole w reprezentacji | Mecze i gole w reprezentacji |
| #                            | Data                         | Stadion                        | Rywal                        | Wynik                        | Gol                          | Rozgrywki                    |
| 2002                         | 2002                         | 2002                           | 2002                         | 2002                         | 2002                         | 2002                         |
| ---------------------------- | ---------------------------- | ------------------------------ | ---------------------------- | ---------------------------- | ---------------------------- | ---------------------------- |
| 1.                           | 27.03.2002                   | Sarajewo, Bośnia i Hercegowina | Bośnia i Hercegowina         | 4:4                          | 0                            | towarzyski                   |
| 2.                           | 17.04.2002                   | Prilep, Macedonia              | Finlandia                    | 1:0                          | 0                            | towarzyski                   |
| 2003                         |                              |                                |                              |                              |                              |                              |
| 3.                           | 09.02.2003                   | Szybenik, Chorwacja            | Chorwacja                    | 2:2                          | 0                            | towarzyski                   |
| 4.                           | 14.02.2003                   | Split, Chorwacja               | Polska                       | 0:3                          | 0                            | towarzyski                   |
| 5.                           | 02.04.2003                   | Lozanna, Szwajcaria            | Portugalia                   | 0:1                          | 0                            | towarzyski                   |
| 2006                         |                              |                                |                              |                              |                              |                              |
| 6.                           | 28.05.2006                   | Getafe, Hiszpania              | Ekwador                      | 2:1                          | 0                            | towarzyski                   |
| 2007                         |                              |                                |                              |                              |                              |                              |
| 7.                           | 24.03.2007                   | Zagrzeb, Chorwacja             | Chorwacja                    | 1:2                          | 0                            | El ME 2008                   |
| 2008                         |                              |                                |                              |                              |                              |                              |
| 8.                           | 26.03.2008                   | Zenica, Bośnia i Hercegowina   | Bośnia i Hercegowina         | 2:2                          | 0                            | towarzyski                   |
| 9.                           | 20.08.2008                   | Luksemburg, Luksemburg         | Luksemburg                   | 4:1                          | 0                            | towarzyski                   |

## Sukcesy
- Mistrz Macedonii: 2005, 2006, 2008 (Rabotniczki); 2012 (Wardar)
- Puchar Macedonii: 2008 (Rabotniczki), 2011 (Metalurg)